# Lista över ledamöter av Sveriges riksdags andra kammare 1906–1908
Lista över ledamöter av Sveriges riksdags andra kammare 1906–1908.
Yrkestiteln anger ledamöternas huvudsakliga sysselsättning. Riksdagsarbetet var vid den här tiden inget heltidsarbete. I de fall ledamoten saknar egen sida har födelseår skrivits ut. Valkrets anges även.

## Stockholms stad

### Första valkretsen
(Nikolai och Katarina församlingar)
- Curt Wallis, e. o. professor, f. 1845
- Martin Filip Nyström, f.d. telegrafkommissarie, f. 1845
- Fridtjuv Berg, fil.dr, folkskollärare, f. 1851
- Charles Lindley, transportarbetarförbundets förtroendeman, f. 1865

### Andra valkretsen
(Klara, Jakobs och Johannes församlingar)
- Karl Johan Warburg, f.d. professor, f. 1852
- Carl Albert Lindhagen, borgmästare, f. 1860
- Knut Erik Ossian Kjellberg, med. dr, f. 1867
- Sven Theodor Palme, direktör, f. 1854

### Tredje valkretsen
(Adolf Fredriks, Gustaf Vasa och Matteus församlingar samt östra delen af Ulrika Eleonora församling)
- Karl Albert Staaff, vice häradshövding, f. 1860
- Emil Hammarlund, direktör, f. 1853
- Jakob Byström, redaktör, f. 1857
- Edvard Otto Vilhelm Wavrinsky, direktör, f. 1848
- Ernst Blomberg, förtroendeman, 1863–1911

### Fjärde valkretsen
(Hedvig Eleonora, Engelbrekts och Oscars församlingar)
- Victor Ludvig Moll, kamrerare, f. 1858
- Eric David Valdemar Martin, auditör, f. 1856
- Erik Alexander Lovén, grosshandlare, f. 1855
- Karl Emil Hildebrand, redaktör, f. 1870
- Thorvald Fürst, tf. yrkesinspektör, f. 1866

### Femte valkretsen
(Maria samt västra delen af Ulrika Eleonora församling)
- Magnus Mauritz Höjer, f.d. lektor, f. 1840
- Karl Hjalmar Branting, redaktör, f. 1860
- Herman Lindqvist, landsorganisationens ordf., f. 1863
- David Bergström, fil. dr, f. 1858 (till 1907)
  - ersatt av: Knut Tengdahl, försäkringstjänsteman, f. 1867 (från 1908)

## Stockholms län
- Carl Sandquist, hemmansägare, f. 1841, för Norra Roslags domsaga
- Erik Åkerlund, godsägare, f. 1853, för Mellersta Roslags domsaga
- Ernst Beckman, direktör, f. 1850, för Södra Roslags domsaga
- Wilhelm Lundin, godsägare, f. 1846, för Stockholms läns västra domsaga
- Richard August Wawrinsky, medicinalråd, f. 1852, för Södertörns domsaga
- Jakob Pettersson, borgmästare, f. 1866, för Södertälje, Norrtälje, Östhammar, Öregrund, Sigtuna och Vaxholm

## Uppsala län
- Johan Eric Ericsson, hemmansägare, f. 1837, för Norunda och Örbyhus härad
- Petrus Pehrsson, brukspredikant, f. 1867, för Olands härad
- Alfred Berg, godsägare, f. 1862, för Mellersta domsagan
- Lars Mallmin, godsägare, f. 1843, för Södra domsagan
- Harald Hjärne, professor, f. 1848, för Uppsala

## Södermanlands län
- Malcolm Juhlin, f. 1859, för Jönåkers härad
- Ernst Lindblad, tf. domänintendent, f. 1857, för Rönö, Hölebo och Daga härad
- Carl Carlsson Bonde, friherre, överstekammarjunkare, f. 1850, för Oppunda härad
- Oscar Forssling, skollärare, f. 1855, för Villåttinge härad
- Wilhelm Johansson, organist, f. 1843, för Väster- och Öster-Rekarne härad
- Knut Almquist, godsägare, f. 1863, för Åkers och Selebo härad
- Johan Widén, landshövding, f. 1856, för Nyköping, Torshälla, Strängnäs, Mariefred och Trosa
- Evald Krispin Kropp, knivsmed, f. 1859, för Eskilstuna

## Östergötlands län
- Carl Johansson i Berga, hemmansägare, f. 1852, för Kinda och Ydre domsaga
- Wilhelm Andersson i Bråborg, lantbrukare, f. 1849, för Björkekinds, Östkinds, Lösings, Bråbo och Memmings domsaga
- Carl Burén, bruksägare, för Lysings och Göstrings domsaga (till 1907)
  - ersatt av: David Pettersson i Bjälbo, lantbrukare, f. 1866, för Lysings och Göstrings domsaga (från 1908)
- Theodor Adelswärd, friherre, kammarherre, f. 1860, för Åkerbo, Bankekinds och Hanekinds domsaga
- Carl Gustafsson i Mjölby, disponent, f. 1862, för Vifolka, Valkebo och Gullbergs domsaga
- Axel Ekman, bruksägare, f. 1869, för Finspånga läns domsaga
- Joseph Hermelin, friherre, godsägare, f. 1857, för Aska, Dals och Bobergs domsaga
- August Henricson, lantbrukare, f. 1839, för Hammarkinds och Skärkinds domsaga
- Karl Beckman, lektor, f. 1860, för Linköping
- Frans Johan Axel Swartling, disponent, f. 1840, för Norrköping.
- Theodor Zetterstrand, rådman, f. 1852, för Norrköping
- Conrad Vahlquist, reg. läkare, f. 1856, för Vadstena, Skenninge, Söderköping, Motala och Gränna

## Jönköpings län
- Johan Sjöberg i Bodaryd, lantbrukare, f. 1837, för Västra härads domsaga
- Carl August Danielsson, lantbrukare, f. 1838, för Östra härads domsaga
- Wilhelm Bengtsson, lantbrukare, f. 1841, för Östbo härad
- Gustaf Hazén, kontr. prost, f. 1849, för Västbo härad
- Erik Räf, disponent, f. 1858, för Tveta härad
- Carl Gottfrid Johansson,  hemmansägare, f. 1851, för Vista och Mo härad
- Johan August Jonsson i Hökhult, lantbrukare, f. 1851, för Norra och Södra Vedbo domsaga
- Robert Johansson, folkskolinspektör, f. 1862, för Jönköping

## Kronobergs län
- Jonas Eriksson i Lindehult, lantbrukare, f. 1848, för Uppvidinge härad
- Johan August Sjö, lantbrukare, f. 1839, för Konga härad
- Carl Petersson i Dänningelanda, lantbrukare, f. 1839, för Mellersta Värends domsaga
- Peter Magnus Olsson i Blädinge, hemmansägare, f. 1857, för Västra Värends domsaga
- Otto Magnusson, lantbrukare, f. 1864, för Sunnerbo domsagas östra valkrets
- Johan Persson i Hult, hemmansägare, f. 1849, för Sunnerbo domsagas västra valkrets
- Johan Alfred Uno Fornander, kamrerare, f. 1855, för Växjö

## Kalmar län
- Sven Magnus Petersson, lantbrukare, f. 1843, för Norra Tjusts härad
- Otto Redelius, kontraktsprost, f. 1835, för Södra Tjusts härad
- Anders Peter Risberg, kyrkoherde, f. 1852, för Aspelands och Handbörds domsaga
- Åke Hugo Hammarskjöld, statsråd, f. 1845, för Sevede och Tunaläns domsaga
- Per Olof Lundell, lantbrukare, f. 1849, för Norra Möre och Stranda domsaga
- Carl Carlsson, lantbrukare, f. 1845, för Södra Möre domsagas västra valkrets
- Per Alfred Petersson, statsråd, f. 1860, för Södra Möre domsagas östra valkrets
- Adolf Johansson, lantbrukare, f. 1848, för Ölands domsaga
- John Jeansson, vice konsul, f. 1865, för Kalmar
- Axel Olof Rune, borgmästare, f. 1866, för Västervik och Eksjö
- Bertrand Lindgren, borgmästare, f. 1841, för Oskarshamn, Vimmerby och Borgholm

## Gotlands län
- Mathias Emanuel Svallingson, kronolänsman, f. 1852, för Södra domsagan
- Karl Larsson, lantbrukare, f. 1854, för Norra domsagan
- Knut Henning Gezelius von Schéele, biskop, f. 1838, för Visby

## Blekinge län
- Nils Jönsson, lantbrukare, f. 1844, för Listers domsaga
- Pehr Pehrson i Törneryd, hemmansägare, f. 1845, för Bräkne domsaga
- August Larsson, lantbrukare, f. 1856, för Östra domsaga
- Axel Lindvall, lantbrukare, f. 1852, för Medelstads domsaga
- Gustaf Roos, statsråd, f. 1859, för Karlskrona
- Frithiof Söderbergh, borgmästare, f. 1864, för Karlshamn, Sölvesborg och Ronneby

## Kristianstads län
- Esbjörn Persson, hemmansägare, f. 1849, för Ingelstads och Järrestads domsaga
- Nils Larsson i Klagstorp, lantbrukare, f. 1870, för Villands härad
- John Erlansson, lantbrukare, f. 1863, för Östra Göinge härad
- Nils Svensson i Olseröd, hemmansägare, f. 1844, för Gärds och Albo domsaga
- Per Nilsson-Bosson, lantbrukare, f. 1853, för Västra Göinge domsaga
- Per Nilsson i Bonarp, hemmansägare, f. 1865, för Norra Åsbo domsaga
- Olof Persson i Killebäckstorp, lantbrukare, f. 1839, för Södra Åsbo och Bjäre domsaga
- Bror Petrén, assessor, f. 1870, för Kristianstad

## Malmöhus län
- Nils Edvard Lindberg, målare, f. 1868, för Oxie härad
- Nils Andersson i Pettersborg, lantbrukare, f. 1847, för Skytts härad
- Nils Nilsson i Skärhus, hemmansägare, f. 1841, för Färs domsaga
- Nils Jönsson i Kvarnberga, hemmansägare, f. 1855, för Frosta domsaga
- Jöns Andersson, lantbrukare, f. 1838, för Rönnebergs och Harjagers härad
- Jöns Jesperson, lantbrukare, f. 1861, för Onsjö härad
- Otto Persson i Plöninge, lantbrukare, f. 1865, för Luggude domsagas norra valkrets
- Lars Gustaf Broomé, folkskollärare, f. 1853, för Luggude domsagas södra valkrets
- Pehr Pehrsson i Åkarp, lantbrukare, f. 1853, för Bara härad
- Jöns Åkesson, lantbrukare, f. 1852, för Torna härad
- Hans Andersson i Nöbbelöv, lantbrukare, f. 1848, för Vemmenhögs, Ljunits och Herrestads domsaga
- Nils Persson i Malmö, murare, f. 1865, för Malmö
- Anders Thylander, folkskollärare, f. 1846, för Malmö
- Nils August Nilsson, redaktör, f. 1867, för Malmö
- Klas Värner Rydén, folkskollärare, f. 1878, för Malmö
- Jacob Timoteus Larsson, v. häradshövding, f. 1851, för Lund.
- Adolf Christiernson, redaktör, f. 1875, för Hälsingborg
- Fredrik Engelbrecht Neess, v.konsul, f. 1857, för Landskrona
- Fredrik Vilhelm Thorsson, parkföreståndare, f. 1865, för Ystad
- Knut Ebbe von Geijer, borgmästare, f. 1864, för Trelleborg, Skanör med Falsterbo, Simrishamn och Ängelholm

## Hallands län
- Johannes Bengtsson, lantbrukare, f. 1844, för Halmstads och Tönnersjö härad
- August Ifvarsson, lantbrukare, f. 1858, för Höks härad
- Gustaf Birger Hellman, agronom, f. 1859, för Årstads och Fanrås tingslag
- Anders Olsson i Tyllered, lantbrukare, f. 1849, för Himle härad
- Aron Christoffer Gunnarsson, lantbrukare, f. 1855, för Viske och Fjäre domsaga
- Axel Asker, landshövding, f. 1848, för Halmstad
- Johan Alfred Lundgren, musikdirektör, organist, f. 1843, för Laholm, Falkenberg, Varberg och Kungsbacka

## Göteborgs och Bohus län
- Melcher Lyckholm, bryggare, f. 1856, för Askims och Sävedals härad
- Herman Andersson, lantbrukare, f. 1869, för Västra och Östra Hisings härad
- Johan Larsson, lantbrukare, f. 1853, för Inlands domsaga
- Carl Julius Ödman, sjökapten, f. 1839, för Orusts och Tjörns domsaga
- Carl Lind, hemmansägare, f. 1859, för Norrvikens domsaga
- Oscar Natanael Olsson, lantbrukare, f. 1856, för Lane och Stångenäs härad
- Carl Wallentin, handlande, f. 1856, för Tunge, Sörbygdens och Sotenäs härad
- Karl Gustaf Karlsson, handlande, förlikningsman i arbetstvister, f. 1856, för Göteborg
- Oskar Berg, kamrerare, f. 1857, för Göteborg
- Daniel Broström, skeppsredare, f. 1870, för Göteborg
- Johan Ekman, konsul, f. 1854, för Göteborg
- Karl Johan Larsson, yrkesinspektör, f. 1857, för Göteborg
- Hjalmar Wijk, handlande, f. 1877, för Göteborg
- Erik Petter Waldemar Röing, grosshandlare, f. 1866, för Göteborg
- Rudolf Kjellén, professor, f. 1864, för Göteborg
- Anders Lindblad, redaktör, för Göteborg
- Gustaf Sixten Neiglick, borgmästare, f. 1862, för Uddevalla och Strömstad

## Älvsborgs län
- Hjalmar Simeon Hallin, disponent, f. 1859, för Marks härad
- Gustaf Odqvist, godsägare, f. 1847, för Vedens och Bollebygds härad
- Otto Baltzar Arvid Silfverschiöld, friherre, löjtnant, f. 1871, för Flundre, Väne och Bjärke domsaga
- Sixten Oskar Nylander, ingenjör, f. 1853, för Kinds härad
- Johan Johanson i Valared, lantbrukare, f. 1850, för Redvägs härad
- Elof Nilsson, lantbrukare, f. 1844, för Vätle, Ale och Kullings domsaga
- Otto Svensson, lantbrukare, f. 1857, för Ås och Gäsene domsaga
- Bengt Dahlgren, lantbrukare, f. 1836, för Nordals, Sundals och Valbo domsaga
- Johan Magnus Johansson, handlande, f. 1843, för Tössbo och Vedbo domsaga
- Lars Wilhelm Samuel Lothigius, f.d. landshövding, f. 1836, för Vänersborg och Åmål
- Axel Fredrik Wennersten, fabriksidkare, f. 1863, för Borås
- Gottfried Thavenius, apotekare, f. 46, för Marstrand, Kungälv, Alingsås och Ulricehamn

## Skaraborgs län
- Anders Magnusson, lantbrukare, f. 1842, för Åse, Viste, Barne och Laske domsaga
- Gustaf Månsson, hemmansägare, f. 1865, för Kinnefjärdings, Kinne och Kållands domsaga
- Sven Johan Larsson, hemmansägare, f. 1862, för Skånings, Vilske och Valle domsaga
- Lars Johan Jansson, hemmansägare, f. 1840, för Gudhems och Kåkinds domsaga;
- Carl Persson i Stallerhult, lantbrukare, f. 1844, för Vartofta och Frökinds domsaga
- Sten Nordström, lantbrukare, f. 1840, för Vadsbo norra domsaga
- August Johanson, hemmansägare, f. 1839, för Vadsbo södra domsaga
- Ernst Hedenstierna, borgmästare, f. 1847, för Mariestad, Skövde och Falköping
- Hugo Sandén, kronofogde, f. 1861, för Lidköping, Skara och Hjo

## Värmlands län
- Olof Anderson i Hasselbol, hemmansägare, f. 1842, för Ölme, Visnums och Vase härad
- Carl Jansson i Edsbäcken, hemmansägare, f. 1858, för Färnebo härad
- Gustaf Magnus Sandin, folkskollärare, hemmansägare, f. 1864, för Mellansysslets domsaga
- Karl Hultkrantz, godsägare, f. 1844, för Södersysslets domsaga
- Elof Biesèrt, ingenjör, f. 1862, för Nordmarks domsaga (till 1907) 
  - ersatt av: Fredrik Canell, disponent, f. 1846, för Nordmarks domsaga (från 1908)
- Claes Johan Berggren, häradsdomare, f. 1853, för Fryksdals domsaga
- Magnus Matsson, hemmansägare, f. 1856, för Jösse domsaga
- Gustaf Jansson, hemmansägare, f. 1839, för Älvdals och Nyeds domsaga
- Gullbrand Elowson, f. d. lektor, f. 1835, för Karlstad
- Karl Otto, redaktör, f. 1856, för Kristinehamn, Filipstad och Askersund

## Örebro län
- Olof Gustaf Erikson, lantbrukare, f. 1844, för Edsbergs, Grimstens och Hardemo härad
- Ivan Svensson, bruksägare, f. 1858, för Kumla och Sundbo härad
- Anders Petter Gustafsson, lantbrukare, f. 1852, för Glanshammars och Örebro härad
- Folke Andersson, hemmansägare, f. 1829, för Askers och Sköllersta härad
- Lars Eriksson i Bäck, hemmansägare, f. 1855, för Lindes domsaga
- Gustaf Forsberg, bergsman, f. 1844, för Nora domsaga
- Erik Agabus Nilson, grosshandlare, f. 1862, för Örebro

## Västmanlands län
- Axel Robert Lundblad, lantbrukare, f. 1862, för Västmanlands södra domsaga
- Adolf Janson, hemmansägare, f. 1860, för Västmanlands västra domsaga
- Gustaf Lindgren, hemmansägare, f. 1851, för Västmanlands norra domsaga
- Carl Eric Johansson, hemmansägare, f. 1860, för Västmanlands östra domsaga
- Viktor Larsson, järnarbetare, f. 1869, för Västerås
- Carl Johan Hammarström, hovslagare, f. 1842, för Köping, Nora, Lindesberg och Enköping
- Ewert Camitz, förste stationsskrivare, f. 1855, för Arboga och Sala

## Kopparbergs län
- Daniel Persson i Tällberg, hemmansägare, f. 1850, för Leksands tingslag
- Ollas Anders Ericsson, hemmansägare, f. 1858, för Gagnefs och Rättviks tingslag
- Smeds Lars Olsson, hemmansägare, f. 1857, för Ofvan-Siljans domsaga
- Back Per Ersson, hemmansägare, f. 1840, för Hedemora domsaga
- Anders Hansson i Solberga, hemmansägare, f. 1839, för Falu domsagas södra tingslag
- Samuel Söderberg, nämndeman, f. 1859, för Falu domsagas norra tingslag
- Bernhard Eriksson, järnarbetare, f. 1878, för Väster-Bergslags domsaga
- Johan Ström, hemmansägare, folkskollärare, för Nås och Malungs domsaga;
- Theodor af Callerholm, häradshövding, f. 1852, för Falun, Hedemora och Säter

## Gävleborgs län
- Erik Andersson Leksell, murare, f. 1854, för Gestriklands domsagas östra tingslag
- Olof Olsson i See, hemmansägare, f. 1862, för Gestriklands domsagas västra tingslag
- Halvar Eriksson, hemmansägare,  f. 1855, för Bergsjö och Delsbo tingslag
- Johan Johansson i Kälkebo, hemmansägare, f. 1868, för Enångers och Forsa tingslag
- Johan Ericsson i Vallsta, hemmansägare, f. 1852, för Västra Hälsinglands domsaga
- Eric Jonsson i Freluga, lantbrukare, f. 1847, för Södra Hälsinglands domsagas västra tingslag
- Magnus Sundström, folkskollärare, f. 1861, för Södra Hälsinglands domsagas östra tingslag
- Karl Starbäck, lektor, f. 1863, för Gävle
- Karl Magnus Lindh, redaktör, f. 1863, för Gävle
- Julius Centerwall, rektor, f. 1844, för Söderhamn

## Västernorrlands län
- Johan Nordin, f.d. folkskollärare, f. 1843, för Medelpads västra domsaga
- Svante Herman Kvarnzelius, bleckslagerimästare, förlikningsman i arbetstvister, f. 1864, för Sköns tingslag
- Robert Karlsson i Gasabäck, glasbruksarbetare, f. 1869, för Njurunda, Indals och Ljustorps tingslag
- Johan Nydal, skolföreståndare, f. 1846, för Ångermanlands södra domsaga
- Anders August Eriksson, hemmansägare, f. 1866, för Ångermanlands mellersta domsaga
- Oswald Emthén, hemmansägare, f. 1853, för Ångermanlands västra domsaga
- Petrus Hörnstén, hemmansägare, f. 1862, för Nätra och Nordingrå domsaga
- Carl Öberg, hemmansägare, f. 1859, för Själevads och Arnäs domsaga
- Julius Hagström, dövstumskolföreståndare, f. 1853, för Härnösand och Örnsköldsvik
- Johannes Hellgren, missionsbokhandlare, f. 1853, för Sundsvall

## Jämtlands län
- Karl Karlsson i Mo, lantbrukare, f. 1867, för Jämtlands norra domsaga
- Erik Sundin, handlande, f. 1846, för Jämtlands västra domsaga
- Jöns Bromée, lantbrukare, f. 1841, för Jämtlands östra domsaga
- Sven Johan Enander, kyrkoherde, f. 1847, för Härjedalens domsaga
- Hugo Wickström, för Östersund och Hudiksvall (1906–1907) 
  - ersatt av: Carl Sehlin, för Östersund och Hudiksvall (från 1908)

## Västerbottens län
- Adolf Wiklund, lantbrukare, f. 1859, för Nordmalings och Bjurholms samt Degerfors tingslag
- Johan Andersson i Baggböle, lantbrukare, f. 1849, för Umeå tingslag
- Alfred Jonsson, handlande, f. 1866, för Västerbottens västra domsaga
- Per Zimdahl, organist, f. 1836, för Västerbottens norra domsaga
- Carl Gustaf Sædén, komminister, f. 1848, för Västerbottens mellersta domsaga:
- Albin Ahlstrand, borgmästare, f. 1860, för Umeå, Skellefteå och Piteå

## Norrbottens län
- Pehr Svensson, hemmansägare, f. 1856, för Piteå domsaga
- Adolf Linus Lundström, hemmansägare, f. 1870, för Luleå domsaga
- Lars Johan Carlsson, vaktmästare, f. 1863, för Kalix domsaga
- Georg Kronlund, häradshövding, f. 1860, för Torneå domsaga
- Fredrik Berglund, lokomotivmästare, f. 1858, för Luleå och Haparanda